# Liste der Wetterstationen im Landkreis Günzburg
Die Liste der Wetterstationen im Landkreis Günzburg ist eine Auflistung aller Wetterstationen im Landkreis Günzburg.
| Standort                     | Koordinaten                  | Höhe (in m ü. NN) | Betreiber der Wetterstation | Art der Wetterstation                               | Messreihe (Beginn) | Messreihe (Ende) | ljM (1961–1990)                             |
| ---------------------------- | ---------------------------- | ----------------- | --------------------------- | --------------------------------------------------- | ------------------ | ---------------- | ------------------------------------------- |
| Weißingen (Leipheim)         | 48° 27′ 8″ N, 10° 9′ 16″ O   | 455               | LfL                         | Wetterstation mit verschiedenen Sensoren            | seit 1990          |                  |                                             |
| Flugplatz Leipheim           | 48° 25′ 48″ N, 10° 13′ 48″ O | 477               | DWD                         | Station mit Stundenwerten Wind; Synoptische Station | 1971 bzw. 1979     | 1989 bzw. 1992   |                                             |
| Günzburg                     | 48° 29′ 24″ N, 10° 15′ 36″ O | 444               | DWD                         | Niederschlagsstation (und andere Messwerte)         | seit 1951          |                  | Niederschlag                                |
| Burgau                       | 48° 25′ 48″ N, 10° 24′ 0″ O  | 480               | DWD                         | Niederschlagsstation                                | seit 1931          |                  | Niederschlag                                |
| Haldenwang                   | 48° 26′ 37″ N, 10° 28′ 28″ O | 510               | LfL                         | Wetterstation mit verschiedenen Sensoren            | seit 2005          |                  |                                             |
| Ichenhausen-Autenried        | 48° 21′ 36″ N, 10° 15′ 0″ O  | 497               | DWD                         | Niederschlagsstation                                | 1941               | 2005             | Niederschlag                                |
| Wiesenbach-Oberwiesenbach    | 48° 17′ 24″ N, 10° 18′ 36″ O | 514               | DWD                         | Niederschlagsstation                                | 1951               | 2004             | Niederschlag                                |
| Neuburg/Kammel-Langenhaslach | 48° 18′ 36″ N, 10° 22′ 48″ O | 495               | DWD                         | Klimastation (mit verschiedenen Sensoren)           | seit 1991          |                  |                                             |
| Münsterhausen                | 48° 18′ 36″ N, 10° 27′ 36″ O | 500               | DWD                         | Niederschlagsstation                                | 1961               | 2005             | Niederschlag                                |
| Krumbach-Edenhausen          | 48° 15′ 0″ N, 10° 25′ 12″ O  | 520               | DWD                         | Klimastation (mit verschiedenen Sensoren)           | 1951               | 1990             | Niederschlag; Temperatur; Sonnenscheindauer |
| Krumbach-Reschenberg         | 48° 13′ 58″ N, 10° 21′ 1″ O  | 560               | LfL                         | Wetterstation mit verschiedenen Sensoren            | seit 1990          |                  |                                             |
| Ziemetshausen-Seifriedsberg  | 48° 16′ 12″ N, 10° 33′ 0″ O  | 578               | DWD                         | Niederschlagsstation                                | 1951               | 1991             | Niederschlag                                |
| Ziemetshausen                | 48° 17′ 24″ N, 10° 31′ 48″ O | 485               | DWD                         | Niederschlagsstation                                | 1992               | 2005             |                                             |

- ljM: langjähriges Mittel
- LfL: Agrarmeteorologisches Messnetz Bayern der Bayerischen Landesanstalt für Landwirtschaft
- DWD: Deutscher Wetterdienst